# Enekbatus bounites
Enekbatus bounites är en myrtenväxtart som beskrevs av Malcolm Eric Trudgen och Barbara Lynette Rye. Enekbatus bounites ingår i släktet Enekbatus och familjen myrtenväxter. Inga underarter finns listade i Catalogue of Life.